# Goissoinan
Goissoinan is een bestuurslaag in het regentschap Kepulauan Mentawai van de provincie West-Sumatra, Indonesië. Goissoinan telt 893 inwoners (volkstelling 2010).